# Bulgariaceae
Bulgariaceae is een familie van de Leotiomycetes, behorend tot de orde van Helotiales. Het typegeslacht is Bulgaria. De bekendste soort binnen dit geslacht is de zwarte knoopzwam (Bulgaria inquinans). Later is het geslacht Bulgaria overgezet naar de familie Phacidiaceae in de orde Phacidiales.